# Приморсько-Ахтарськ
Приморсько-Ахтарськ (рос. Приморско-Ахтарск) — місто в Росії, адміністративний центр Приморсько-Ахтарського району Краснодарського краю. Місто розташоване на березі Ясенської затоки Азовського моря, за 151 км на північний захід від Краснодару. Є автовокзал, військовий аеродром, залізнична станція Ахтарі, планується будівництво морського порту. Кліматичний курорт, сірководневі води. Населення — 32,4 тис. осіб (2005)

## Назва
У 1930-ті роки українською місто називалося Приморсько-Ахтарська.

## Клімат
- Зима м'яка, сталого сніжного покриву не утворюється. Середня температура січня −3 °С, у середньому коливається від 0 до -25 градусів. Вологість взимку підвищена тому дуже сильно замерзаєш, навіть, якщо температура -2 °C
- Літо дуже тепле, середня температура липня +22 °С.
- Відносна вологість близько 60 %.
- Купальний сезон з травня по вересень (температура води +19 °С — 25 °С).

## Історія
- 1774 російські війська окупували турецьку фортецю Ахтар-Бахтар (назва походить від тюркського «приморський білий стрімчак»).
- 1778 побудовано Ахтарський редут
- 1829 утворюється хутір Ахтарський, населенный чорноморськими козаками.
- 1900 хутір одержав статус станиці і ім'я Приморсько-Ахтарська
- 1949 станиця отримала статус міста і ім'я Приморсько-Ахтарськ.

## Відомі люди
- Тютюнник Анатолій Юхимович — український кінорежисер.
- Панов Дмитро Пантелійович — військовий льотчик